# Chiesa dell'Oratorio
La chiesa dell'Oratorio è una chiesa sconsacrata situata nel centro storico di Castellammare di Stabia; dopo un accurato restauro i suoi locali sono stati occupati dal Museo diocesano sorrentino-stabiese.

## Storia e struttura

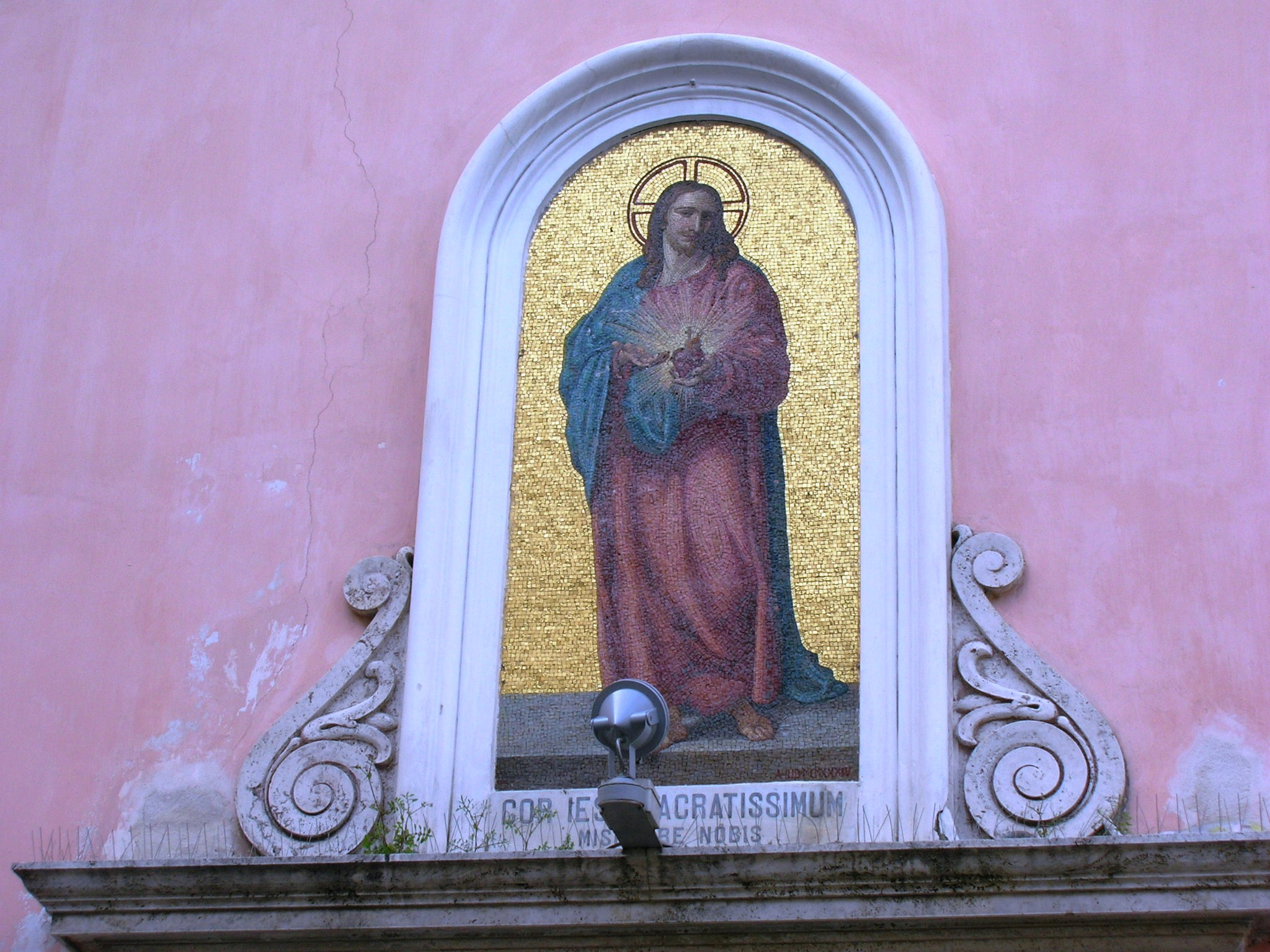
Mosaico sulla facciata principale

La chiesa dell'Oratorio risale al 1842 e fu realizzata in una cappella della crociera della vecchia chiesa di San Francesco, abbattuta per permettere l'ampliamento dell'attuale piazza Giovanni XXIII: utilizzata all'inizio saltuariamente, è rimasta poi chiusa per molti anni fino all'inizio del nuovo millennio, quando dopo un accurato restauro, è stata riaperta al pubblico, ospitando al suo interno, dal 2008, il museo diocesano sorrentino-stabiese.
L'ingresso principale della chiesa è delimitato da un piccolo cancello in ferro; sulla facciata principale, al di sopra del portale d'accesso in legno è presente un mosaico che raffigura il Sacro Cuore di Gesù. All'interno la chiesa è a navata unica e gli unici elementi che si conservano sono alcune colonne che si rifanno ad un'arte tipicamente provenzale, mentre sull'altare maggiore è conservato un dipinto di Girolamo Imparato che raffigura l'Immacolata Concezione e portato nella chiesa solo a seguito dell'apertura del museo. Oggi la navata è occupata per lo più dalla sala proiezioni del museo, mentre nella zona dell'altare alcune teche custodiscono reperti che spaziano dall'epoca romana fino a quella rinascimentale, oltre a colonne, capitelli e sarcofagi. All'esterno, adiacente alla facciata principale, sorge una piccola torre campanaria.